# 中央军委机关事务管理总局综合局
中央军委机关事务管理总局综合局，位于北京市，是中央军委机关事务管理总局下属局，负责该总局的综合业务。

## 沿革
在深化国防和军队改革中，2016年1月组建中央军委机关事务管理总局。中央军委机关事务管理总局新设中央军委机关事务管理总局综合局。

## 历任局长
| 中央军委机关事务管理总局综合局局长 | 中央军委机关事务管理总局综合局副局长 |